# Yakovlev Yak-10
Lo Yakovlev Yak-10  (in caratteri cirillici Яковлев Як-10), fu un aereo da trasporto multiruolo, quadriposto, monomotore, monoplano ad ala alta, progettato dall'OKB 115 diretto da Aleksandr Sergeevič Jakovlev e sviluppato in Unione Sovietica nella prima parte degli anni quaranta.
Evoluzione del precedente Yakovlev AIR-6, del quale riproponeva aspetto e ruoli, era destinato a ricoprire diversi ruoli in ambito civile, tra i quali aereo da addestramento, da trasporto leggero, aeroambulanza e aereo agricolo, e in ambito militare.

## Storia del progetto
Nei primi anni quaranta le forze armate sovietiche espressero l'esigenza di dotarsi di un velivolo leggero da impiegare come aereo da collegamento di dimensioni più contenute dell'Antonov An-2, quest'ultimo in grado di trasportare 12 passeggeri.
Per soddisfare tale esigenza, Jakovlev e il gruppo di lavoro che faceva capo all'OKB che dirigeva decisero di avviare lo sviluppo di un velivolo derivato dall'AIR-6, caratterizzato dalla stessa impostazione monomotore e monoplana, realizzato in tecnica mista abbinando una fusoliera metallica ad un'ala lignea. Al fine di stabilire quale impostazione fosse più adatta vennero avviati due progetti paralleli, lo Yak-10, caratterizzato da ala posizionata alta irrobustita da aste di controvento e carrello d'atterraggio fisso e lo Yak-13, che invece montava un'ala bassa e un carrello retrattile ad azionamento manuale. Entrambi i modelli erano equipaggiati con il motore radiale M-11MF a cinque cilindri raffreddati ad aria da 145 hp.
Dopo essere stato inviato a prove di valutazione nel 1945, benché avesse rivelato possedere prestazioni non incoraggianti, lo Yak-10 venne giudicato idoneo al servizio dalle autorità sovietiche che emisero anche un ordine di fornitura per 40 esemplari. Nel periodo di produzione l'OKB varò inoltre alcune varianti del progetto originale affiancando lo studio di un pari ruolo in grado di esprimere migliori prestazioni, lo Yak-12, il quale pur mantenendone l'aspetto generale non derivava direttamente dallo Yal-10.
Lo Yak-10 vide limitata la produzione al solo primo ordine, ben presto sostituito dal più evoluto Yak-12, mentre lo Yak-13, benché avesse dimostrato essere superiore al prototipo dello Yak-10, non venne mai avviato alla produzione in serie.

## Varianti
Yak-10
versione base destinata a utilizzatori civili e militari, equipaggiata con un motore radiale Shvetsov M-11MF a 5 cilindri.
Yak-10G
versione idrovolante a scarponi dello Yak-10.
Yak-10S
versione aeroambulanza dello Yak-10 con scompartimento per una barella.
Yak-10V
versione a doppi comandi.
Yak-13
prototipo, variante monoplana ad ala bassa; identica fusoliera e motorizzazione M-11MF ma con ala lignea a sbalzo posizionata bassa, realizzata per prove comparative con lo Yak-10. Un solo esemplare realizzato.